# Ákra Tripití
Ákra Tripití är en udde i Grekland. Den ligger i den södra delen av landet, 400 km söder om huvudstaden Aten.
Terrängen inåt land är huvudsakligen kuperad, men norrut är den platt. Havet är nära Ákra Tripití åt sydost.